# My Love Story!!
My Love Story!! (яп. 俺物語!!, Оре Моноґатарі!!) — японська манґа авторства Кадзуне Кавахара та ілюстрована Аруко. З жовтня 2011 року публікується в журналі Bessatsu Margaret видавництва Shueisha. У 2015 році за мотивами манґи було випущено аніме-серіал та повнометражний фільм, розроблений студією Madhouse.

## Сюжет
Такео Року — новоспечений старшокласник. Ось тільки не схожий він на привабливого стрункого юнака, кожну мить «весни юності» якому в радість. Зовсім не схожий. Великий і огрядний, непривабливий з обличчя, Такео можна порівняти хіба що з двометровою шафою, що кумедно крокує по тротуару. А тут ще й найкращий друг, Макото Сунакава, як на зло, писаний красень, у якого від дівчат відбою немає. З таких не позмагаєшся. Втім, головний герой ще в ранньому дитинстві зрозумів, що своєму другу не суперник. Надто вже часто дівчата, які йому подобались, при першій нагоді тікали відкривати свої невинні дівочі серця Суні, які той зазвичай розбивав холодно і рішуче, при цьому примудряючись бути уїдливим і нетактовним. До такого порядку речей Такео звик давно. І навіть зміг знайти у величезному неповороткому тілі місце для настільки ж величезної доброї душі, завдяки якій одного звичайнісінького дня вранці врятував милу дівчину на ім'я Ринко Ямато.

## Персонажі
- Такео Года — старшокласник.
- Макото Сунакава — друг Такео, також старшокласник.
- Рінко Ямато — дівчина Такео.